# Felipe Pardo y Aliaga
Felipe Pardo y Aliaga (Lima, 11 de junio de 1806-ibídem, 24 de diciembre de 1868) fue un poeta, dramaturgo, periodista, político y abogado peruano. Perteneciente a la élite aristocrática limeña, fue junto con Manuel Ascencio Segura el representante más importante del costumbrismo en los inicios de la literatura peruana republicana. Fue un crítico de la realidad peruana de la época a través de sus comedias satíricas y artículos costumbristas, siendo de estos últimos el más celebrado y recordado Un viaje (1840).
Pardo y Aliaga orientó sus críticas hacia las costumbres populares que consideraba bárbaras y repelentes, así como a ciertas prácticas políticas, la falta de civismo y la ambición personalista de los gobernantes de la época. Fue un convencido de que mediante la literatura se podía lograr el cambio del país. Aunque su crítica hacia la sociedad peruana suele tenerse por extranjerizante y anticriollista, también puede revelar un profundo nacionalismo.
A inicios de la era republicana del Perú, participó en la política con una postura conservadora, llegando a ser diplomático y ministro de Relaciones Exteriores de los presidentes Felipe Santiago Salaverry, Manuel Ignacio de Vivanco y Ramón Castilla. También fue profesor de idioma, literatura y derecho.

## Biografía
Nació en Perú en el seno de una familia aristocrática. Sus padres fueron el magistrado gallego Manuel Pardo Ribadeneira (oidor de la Real Audiencia de Lima y regente de la del Cuzco) y la limeña Mariana de Aliaga y Borda (hija de los marqueses de Fuente Hermosa de Miranda), descendiente directa del conquistador español el aristócrata Jerónimo de Aliaga. Los primeros años de su infancia transcurrieron en Cuzco y allí fue testigo del ensañamiento con que trataron los revolucionarios de 1814 a su padre (entonces regente de la Audiencia cuzqueña), quien fue apresado y sentenciado a muerte, pena que no llegó a cumplirse debido a la derrota de los rebeldes. 
En 1821, tras la proclamación de la Independencia del Perú, su padre decidió marcharse con su familia a España. Allí, Felipe Pardo estudió bajo la guía de Alberto Lista, en el Colegio de San Mateo; y bajo el amparo de aquel maestro ingresó a la Academia del Mirto, donde alternó con José de Espronceda, Ventura de la Vega y otros escritores notables. Esta estancia en tierra europea le permitió obtener una formación de orientación clásica. Alberto Lista, de notable influencia en su tiempo, es considerado un romántico, pero del tipo conservador, es decir, más cercano al romanticismo ‘histórico’ (el que buscaba la estabilidad de los valores tradicionales) que al ‘liberal’ (el que estaba ligado a los movimientos revolucionarios de ese tiempo), lo que explica que el programa de estudios de su colegio tuviera una base neoclásica. 
Regresó al Perú en 1828, para hacerse cargo de intereses familiares, ya que sus abuelos maternos habían fallecido hacía poco. Establecido en Lima, fue nombrado profesor de Matemáticas y Filosofía en el Seminario de Santo Toribio, y se dedicó a los estudios forenses para recibirse de abogado, en la Universidad de San Marcos. 
Pero el hecho más importante de esta época fue su contacto con el ministro José María de Pando, quien en 1827 había fundado un nuevo Mercurio Peruano, importante diario de la época. Pardo era ya muy reconocido por sus simpatías autoritarias. La amistad que nació entre ambos hizo que Pardo se integrara al grupo de amigos que Pando reunía para discutir temas políticos y literarios: Hipólito Unanue, José Joaquín Olmedo, Manuel Ignacio de Vivanco, el español José Joaquín de Mora y otros. Publicó su primer trabajo literario en el Mercurio Peruano: una oda titulada Vuelta de un peruano a su patria. En adelante, aparecieron otros poemas suyos, así como críticas teatrales. A fines de 1828, pasó a ejercer la dirección de dicho periódico, junto con Antolín Rodolfo.
En 1830, por influjo de Pando, a la sazón ministro de Gobierno, fue nombrado editor del periódico oficial El Conciliador. Del mismo modo fundó, a su costa, La Miscelánea. Eran los días del primer gobierno del general Agustín Gamarra. En ese año estrenó la pieza teatral Frutos de la educación, que recibió una fuerte crítica, especialmente del cura José Joaquín de Larriva, con quien mantuvo un enfrentamiento literario.
En septiembre de 1830 fue nombrado Secretario de la Legación peruana en Bolivia. De paso por Arequipa, se examinó para optar el título de abogado. De vuelta a Lima, contrajo matrimonio con Petronila de Lavalle y Cabero, joven perteneciente a una importante familia de la elite limeña. Meses más tarde, estrenó Don Leocadio y el aniversario de Ayacucho.
Luego intervino activamente en la política. Hizo oposición al gobierno del general Luis José de Orbegoso. Su primera orden de deportación ocurrió en 1834, acusado de participar en una conspiración contra Orbegoso. Sin embargo, Pardo logró eludir la orden, escondiéndose en diferentes barcos anclados en el puerto del Callao. Finalmente, fue amnistiado. De vuelta a la actividad, publicó el periódico El Hijo del Montonero, en contraposición del periódico orbegosista El Montonero (1834). 
Tras la ascensión al poder del teniente coronel Felipe Santiago Salaverry, saludó y colaboró con esta administración (véase los editoriales de El Voto Nacional) y, posteriormente, medió en la conciliación de Salaverry con Agustín Gamarra, en vista de la unidad que el país necesitaba ante la invasión boliviana dirigida por Andrés de Santa Cruz (1835). En esa ocasión realizó una breve y festejada obra de propaganda y ataque contra el invasor, en los periódicos El Coco de Santa Cruz, Para Muchachos y El Conquistador.
Salaverry lo nombró ministro plenipotenciario en España, por lo cual partió con toda su familia desde el Callao, haciendo escala en Chile. Pero en Santiago se enteró de la derrota y fusilamiento de Salaverry, por lo que decidió permanecer en esa ciudad, dedicado a una feroz crítica periodística contra Santa Cruz y la flamante Confederación Perú-Boliviana, a través de publicaciones como El Intérprete y La Jeta. Es más, promovió las dos Expediciones Restauradoras que partieron de Chile para liquidar dicha Confederación. Dichas expediciones la conformaban chilenos y peruanos aliados contra Santa Cruz. Sin embargo, Pardo intentó desvincularse de la segunda campaña, pues los generales peruanos Luis de Orbegoso y Domingo Nieto, al frente del Estado Nor Peruano, se habían alzado contra Santa Cruz. Visto este nuevo escenario, Pardo consideró que la presencia de un ejército extranjero en el Perú (el chileno) carecía ya de justificación. A partir de entonces se dio una de las etapas más caóticas de la historia de la república peruana, llegando a haber hasta siete presidentes al mismo tiempo. Desengañado, Pardo decidió regresar a Chile. De todos modos, la segunda expedición restauradora logró su objetivo de derrotar a Santa Cruz y acabar con la Confederación (1839).
Tras la caída de la Confederación, Pardo retornó al Perú. Pero una vez más pasó al destierro, dejando a su familia en Lima. En 1840 el Congreso General de Huancayo le permitió regresar, y poco después pasó a ser vocal de la Corte Suprema del Perú. Nuevamente desterrado, volvió en 1842, para curarse de una enfermedad en las piernas en los baños de Yura, cerca de Arequipa.
Por esta época escribió su periódico más recordado: El espejo de mi tierra (dos números, en 1840), considerado una valiosa antología de la literatura costumbrista peruana del siglo XIX. En esta publicación aparecieron cuentos, poemas humorísticos y artículos del propio Pardo: Un viaje y El paseo de Amancaes, que son en la actualidad los más mencionados. Especialmente el primero, cuyo personaje, el niño Goyito, representa al "niño bien" de Lima. Detrás del argumento se puede leer un ataque a la educación consentidora de los muchachos criollos y lo poco orientada que ella estaba a formar jóvenes virtuosos y emprendedores. 
Las críticas a sus ideas no se hicieron esperar. Apareció al poco tiempo Lima contra El Espejo de mi tierra, que contaba con la colaboración de Manuel Ascencio Segura, el otro escritor fundamental de esa época. Sin firmarlas, Pardo y Segura intercambiaron letrillas satíricas, uno contra otro, para deleite de sus lectores. Desde una posición social, menos privilegiada, Segura y sus demás críticos le achacaban su conservadurismo que lo llevaba a posturas antidemocráticas, además de caer en ciertos prejuicios raciales. El espejo de mi tierra tuvo una vida breve, pero reapareció en un único número en 1859, aunque en esta ocasión se concentró en la crítica política. Dicha publicación, en sus dos periodos, concentra los mejores trabajos articulistas de Pardo.
Durante el Directorio de Manuel Ignacio de Vivanco, Pardo fue Ministro de Gobierno y Relaciones Exteriores (1843-1844). En 1844 editó el periódico La Guardia Nacional, que tuvo 37 números, en donde defendió a Vivanco, representante del conservadurismo político. Dicha publicación se cuenta entre las más notables aparecidas en Lima. Cuando Vivanco fue derrotado y derribado por la revolución constitucionalista encabezada por Ramón Castilla, Pardo tuvo que partir al destierro por séptima vez. Sin embargo, volvió y aceptó servir en el primer gobierno de Castilla, siendo nuevamente nombrado ministro de Relaciones Exteriores, entre 1848 y 1849. 
Por entonces su salud se deterioró considerablemente. Sin embargo, en los años siguientes siguió ocupando cargos políticos. El más alto fue el de vicepresidente del Consejo de Estado, en 1851, un cargo que en realidad representaba más que nada un reconocimiento a su trayectoria como hombre público. Su enfermedad continuó su curso inexorable y en vano viajó a Europa para tratarse, entre marzo de 1850 y julio de 1851. Llegaría a quedar inmóvil y a perder la visión.

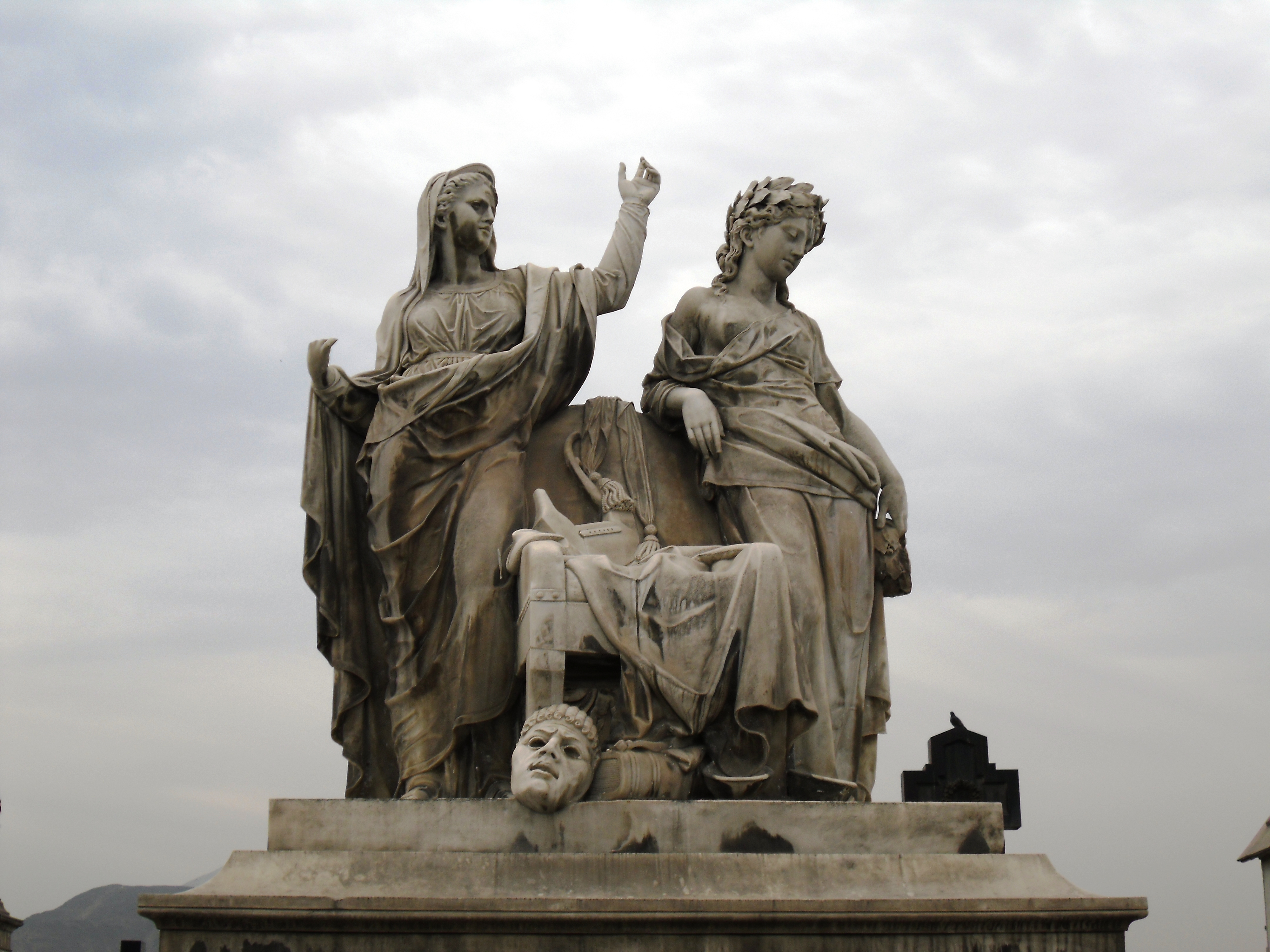
Detalle del conjunto escultórico que decora la tumba del dramaturgo peruano Felipe Pardo y Aliaga, Cementerio Presbítero Matías Maestro, Lima.

Pardo continuó con sus escritos, a veces contrarios a los hábitos del gobierno mismo, a pesar de ser parte de él. Cuando se reunió la Convención Nacional en 1855 para elaborar una nueva Constitución, publicó sus poemas cívicos El Perú y Constitución política, este último en un nuevo y último número de El espejo de mi tierra (1859). 
En 1860, la Real Academia Española, a propuesta de sus antiguos compañeros de colegio, Ventura de la Vega, Roca de Togores y Segovia, lo eligió miembro correspondiente, siendo el primer peruano en recibir esta distinción. 
Aquejado por sus problemas de salud, se retiró definitivamente de las actividades públicas, dedicándose exclusivamente a sus labores literarias. Ayudado por su hija Francisca (a quien llamaba cariñosamente “Paca”), dedicó las pocas energías que le quedaban para la recopilación de sus obras, en prosa y verso, la cual apareció impresa al año siguiente de su muerte, con prólogo de su hijo Manuel Pardo y Lavalle.

## Descendencia
De su matrimonio con Petronila de Lavalle y Cabero, hija de Simón de Lavalle y Zugasti, heredero del Condado de Premio Real. La pareja tuvo cuatro hijos:
- Manuel Pardo y Lavalle, llegó a ser el primer presidente civil del Perú, y quien a la vez fue padre de José Pardo y Barreda, también líder del Partido Civil y presidente del Perú en dos periodos (1904-1908 y 1915-1919).
- Mariana Pardo y Lavalle (1835-1875), casada con el diplomático José Antonio de Lavalle y Arias Saavedra, nieto del I Conde de Premio Real.
- Francisca Pardo y Lavalle (1837-1924), casada con Mariano de Osma y Ramírez de Arellano, hijo de Gaspar de Osma y Tricio, y descendiente de los condes de Vistaflorida. Fueron padres de Felipe y Pedro de Osma y Pardo.
- Felipe del Carmen Pardo y Lavalle (1841-1869), miembro de la Armada Peruana. Participante en el Combate de Abtao (1866), murió en 1869.

En general, durante el auge del civilismo (1903-1919), los Pardo fueron connotados miembros de la élite política, ocupando diversos puestos claves en la vida pública.

## Obras literarias
Es muy difícil separar al Pardo político del Pardo escritor, pues ambas facetas estuvieron estrechamente relacionadas en él. Su nutrida obra se agrupa en obras poéticas (líricas, épicas, satíricas y de crítica de costumbres), obras teatrales (comedias) y obras en prosa (artículos de costumbres y otros, aparecidos en periódicos). No se incluye en esta reseña sus escritos de carácter forense y de política coyuntural, que forman otro grupo apreciable en su producción.
Según observación del crítico Jorge Cornejo Polar, su obra costumbrista (comedias, letrillas y artículos de costumbres) se concentra en su período de juventud (entre 1829 y 1840); luego, ya maduro, se dedicó a producir exclusivamente lo que denominó como “poesía cívica”, donde su amor hacia el Perú se manifiesta en dos tipos de textos: aquellos donde elogia a la patria y manifiesta su deseo de servirla, y aquellos donde censura las prácticas políticas, proponiendo cambios. Pardo era un convencido de que por medio de la literatura se podía enderezar al país, es decir, usando el poder de la palabra escrita para influenciar en la mentalidad de las personas.

### Poesía

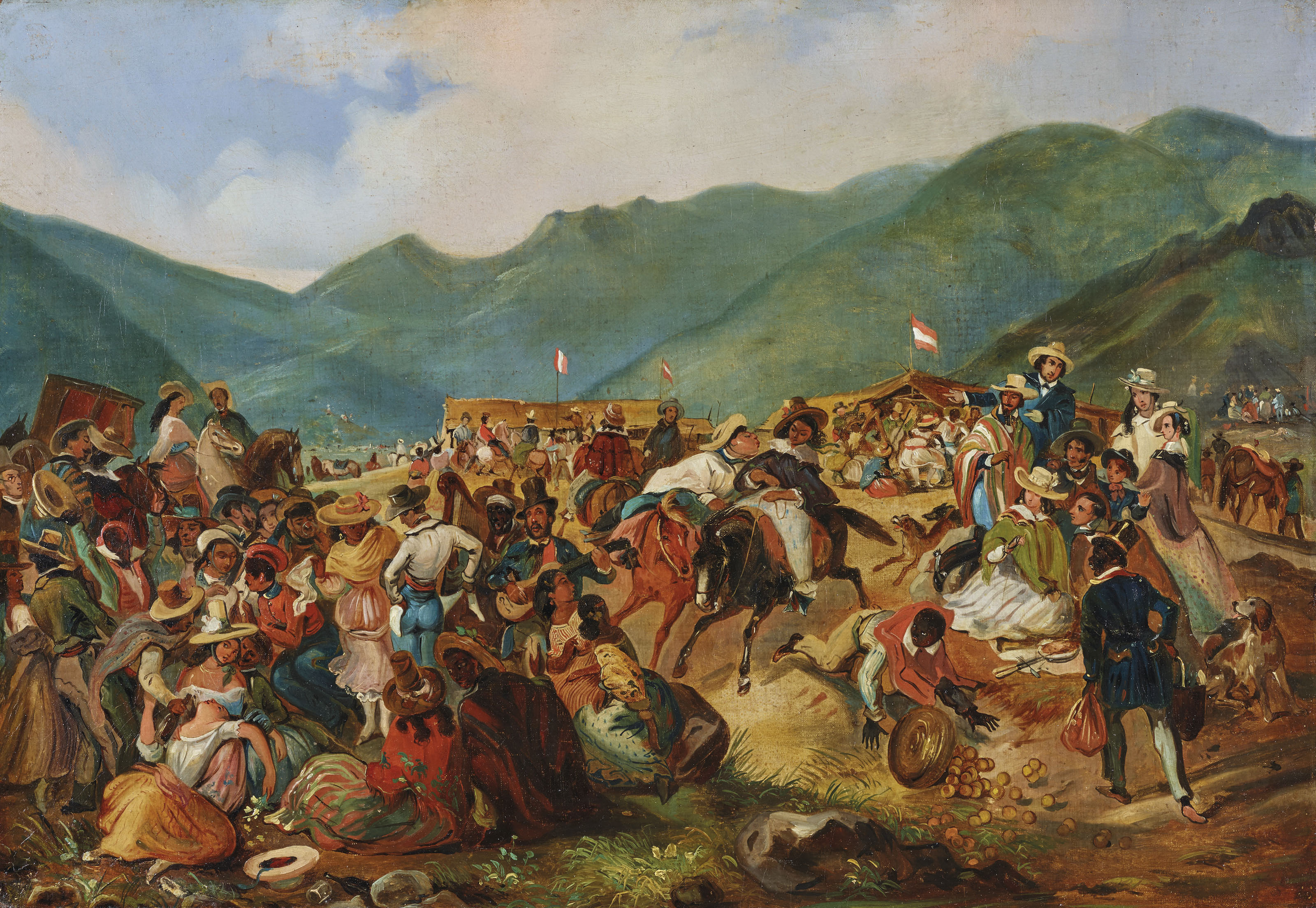
Fiesta de San Juan en Amancaes. Lima, 1843.

El lirismo de Felipe Pardo es, en buena medida, de corte satírico-burlesco. Su temperamento se acomodaba más fácilmente en la expresión festiva, que no en la grave y elegíaca; en la risueña y rutilante de Moratín, que no en la arrogancia caballeresca de Quintana y Jovellanos.
Entre las principales especies que cultivó en este género están sus letrillas y epigramas. Sin embargo, como ya señalamos, compuso también creaciones de corte cívico y patriótico, rubro en el que se concentró después de 1840.
Mencionamos a continuación sus más celebradas composiciones poéticas:
- "El carnaval de Lima" (1829), letrilla costumbrista, donde condena los excesos de dicha celebración tradicional.
- "La jeta del guerrero" (1835), incluido en un volumen diminuto de poesías satíricas titulado "La Jeta", poesía satírica donde ridiculiza la figura física y moral del caudillo Andrés de Santa Cruz. Frutos de la educación
- "La nariz" (conjunto de poesías compiladas por Alberto Tauro del Pino en 1957), poesía satírica.
- "Los paraísos de Sempronio"
- "El ministro y el aspirante", poesía satírica.
- "A mi levita", poesía satírica.
- "Qué guapo chico", poesía satírica.
- "Corrida de toros", letrilla costumbrista. Es una ácida crítica a la llamada fiesta brava y los desórdenes que solía ocasionar.
- "La lámpara" (1844), bello poema dedicado a su amigo, el general Manuel Ignacio de Vivanco.
- "A mi hijo en sus días" (1855), epigrama dedicado a su hijo, Manuel Pardo y Lavalle, cuando cumplió la mayoría de edad.
- "Vaya una República. Epístola satírica", más conocida como "Epístola a Delio" (1856), poesía cívica.
- "El Perú" (1856), poesía cívica. Es un extenso poema descriptivo, laudatorio y algo didáctico.
- "Constitución Política" (1859), publicada primero en "El espejo de mi tierra" y ampliada luego en tomo con sus poesías), poesía cívica. Es un cuadro sombrío de la realidad política y traduce el pensamiento de toda su vida, unido a la amargura producida por sus padecimientos físicos, y sobre todo, por la experiencia.

También escribió algunos sonetos, de los cuales los más conocidos son "A Pepa" y "A Mercedes".
Su obra poética es, ciertamente, muy nutrida. A más de cien años de la muerte del escritor fueron reproducidas por primera vez numerosas composiciones que se hallaban dispersas, con introducción y notas de Luis Monguió (Poesías, Berkeley, 1973), quien los ha clasificado bajo los rubros de lírica, contemplativa, satírica y festiva.

### Teatro
Dentro del género teatral escribió tres comedias:
- Frutos de la educación, comedia en tres actos y en verso, subió a escena el 6 de agosto de 1830. Satiriza la deficiente formación de los criollos peruanos, un tema especialmente sensible en momentos en que el Perú se erigía como una República independiente. De paso ridiculiza la zamacueca, un baile entonces muy en boga entre las clases populares, a la que ve como lascivo. Esta obra provocó encendidos debates, iniciado por quienes consideraron que el autor se burlaba de los limeños y sus costumbres.
- Una huérfana en Chorrillos (escrita en 1833), es otra crítica de las costumbres locales. No llegó a estrenarla.
- Don Leocadio y el aniversario de Ayacucho, estrenada en diciembre de 1833, es una burla a la joven república peruana.

Felipe Pardo, a pesar de los temas locales que trata con singular destreza, sigue el estilo de Bretón de los Herreros, y especialmente de Moratín, a quien imita en la concepción dramática y en la limpieza del estilo.
En este aspecto, Pardo y Aliaga perennizó vivos cuadros de la época, como anota Riva Agüero: 

"modo de vivir de nuestros abuelos... El insustancial lechuguino que acaba de venir de París, el mozo criollo que, aunque hijo del marqués, frecuenta los bailes de zambas y se desvive por las lides de gallo; la niña mimada, que sabe a las mil maravillas la zamacueca; las fiestas del Cercado; los coroneles que vencieron en Ayacucho; las mulatas de monjas, con su hablar ceceoso y sus remilgos; las comilonas de los anticuados nobles; la extrañeza que causan los hábitos ingleses en aquella sociedad, todo eso revive en las tres comedias de Pardo, y todo constituye su principal encanto".

### Prosa costumbrista
Escribió, como dijimos, en diversos periódicos y publicaciones como La Verdad, El Conciliador, El Mercurio Peruano, El Intérprete y El espejo de mi tierra, periódico este último, fundado y dirigido por él, y que tuvo una breve vida: un prospecto, dos números y un alcance al número 2, aparecidos en 1840; y el tercero y último número en 1859. Este periódico reprodujo una serie breve de artículos costumbristas considerados en conjunto como una joya antológica de la literatura peruana. El denominador común es la crítica burlesca de determinadas costumbres criollas, con las cuales jamás estuvo de acuerdo, y que consideraba signos de barbarie cultural.
Como articulista estuvo enmarcado dentro de las normas de los autores españoles que leyera en su juventud. Así, se nota claramente las influencias de Mariano José de Larra, el Padre Isla y Ramón de Mesonero Romanos.
Entre los principales artículos costumbristas se citan: "El paseo de Amancaes", "Ópera y nacionalismo" y "Un viaje" (más conocido como "El viaje del niño Goyito"), amenos e ingeniosos, en los que abundan los graciosos limeñismos, que más tarde desembocarían con mayor vigor en la obra del tradicionista Ricardo Palma. En particular, "El niño Goyito" es un tipo literario estupendamente caracterizado en forma y fondo. Dicho relato, al cual se ha definido por comodidad como “cuento costumbrista”, desde temprano ha formado parte del canon literario peruano, y hasta hoy figura indefectiblemente en toda antología y texto escolar de literatura peruana.

## Recopilaciones de sus obras
Su ingente creación literaria ha dado origen a dos ediciones particularmente notables: 
- Poesías y escritos en prosa (París, 1869), con un prólogo de Manuel Pardo y Lavalle, hijo del escritor.
- Poesías (Berkeley, 1973), con introducción y notas de Luis Monguió, y en la cual son reproducidas por primera vez numerosas composiciones hasta entonces dispersas.

## Características

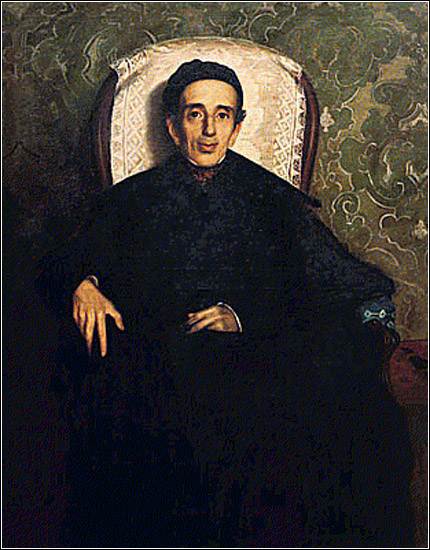
Retrato de Felipe Pardo y Aliaga por Francisco Laso - Museo de Osma, Lima

Felipe Pardo y Aliaga representa, a lo largo de su vida y su presencia en las letras peruanas, al conservador social y político, dispuesto a no transigir con el liberalismo que, según él, revuelve y anarquiza al país. Reacciona en crudas sátiras contra los excesos caudillistas y la incipiente burocracia republicana que, según él, no buscaba sino el acomodo para vivir a expensas del estado. Los críticos no se han puesto de acuerdo si procedió así solo por defender sus intereses de clase (la manida acusación de los escritores marxistas como Mariátegui) o porque aspiraba sinceramente a corregir los defectos de las nacientes instituciones republicanas (que sería la interpretación más acertada).
Tal vez en toda la literatura peruana no se encuentren textos tan agresivamente antipopulares como los de Pardo. Se le ha acusado de menospreciar a indios, cholos y negros, y de no comulgar con la igualdad democrática básica. A algunas de sus figuras y expresiones se les ha tachado incluso de racistas. En su epigrama "A mi hijo en sus días", escrito hacia 1855, y dedicado a su hijo Manuel (futuro presidente del Perú), ironiza la idea de la igualdad:

Dichoso hijo mío, tú,
que veintiún años cumpliste;
dichoso que ya te hiciste
ciudadano del Perú.
Este día suspirado
celebra de buena gana,
y vuelve orondo mañana
a la hacienda y esponjado,
viendo que ya eres igual,
según lo mandan las leyes,
al negro que unce tus bueyes
y al que te riega el maizal.

En otra composición celebrada, "La jeta del guerrero", caricaturizó la fisonomía indígena del caudillo Andrés de Santa Cruz, lo que le ha creado el estigma de “racista”:

Lleva caballos, cañones,
lleva cinco mil guanacos,
lleva turcos y polacos
y abundantes municiones.
Pero, lo que más inquieta
su marcha penosa y larga
es la carga
de su jeta.

Satirizó también de manera ácida las costumbres populares, desde el baile de la zamacueca, que juzgó lascivo, hasta el juego de los carnavales, que consideró bárbaro. Por ello se le acusó de anticriollo y antilimeño, pero la mayoría de los críticos han reconocido su gran talento para la sátira.
Por el estilo, es el más pulcro de todos los costumbristas que destacaron a su lado. Clásico y purista, ágil y zumbón, cáustico y festivo, conciso y mesurado. Con él la sátira ocupó en el Perú el primer puesto.
Para finalizar, leamos estas apreciaciones complementarias:

"Si Pardo no hubiera compuesto sus sátiras políticas, sería un literato elegante y apreciable, y nada más, por haberlas compuesto, es un poeta de fisonomía propia, original, muy interesante y de pinceladas a veces magistrales".
José de la Riva Agüero y Osma

"Toda la inspiración de su sátira —asaz mediocre por lo demás— procede de su mal humor de corregidor o de encomendero a quien una revolución ha igualado, en la teoría sino en el hecho, con los mestizos y los indígenas. Todas las raíces de su burla están en su instinto de casta".
José Carlos Mariátegui